# Lauter Lügen
Lauter Lügen ist ein deutscher Spielfilm aus dem Jahr 1938, die erste Filmregie von Heinz Rühmann. Seine spätere Ehefrau Hertha Feiler spielte hier die weibliche Hauptrolle, an ihrer Seite ist Albert Matterstock als ihr Gatte zu sehen. Dem Film liegt das gleichnamige Stück (1937) von Hans Schweikart zugrunde.

## Handlung
Der erfolgreiche Autorennfahrer Andreas von Doerr hatte vor einiger Zeit einen schweren Unfall erlitten und musste sich einer langen Rekonvaleszenz in einem Sanatorium in Cortina d’Ampezzo unterziehen. In den folgenden acht Monaten lernte er die extravagante und „männermordende“ Joan Bennet kennen, die ein Auge auf ihn geworfen hat. Auch er verliebte sich in die forsche Amerikanerin. Joan will unbedingt Andreas für sich allein haben, und da er sich kurz vor seiner Heimreise nach Deutschland ihr gegenüber noch immer nicht erklärt hat, beschließt Joan die amouröse Angelegenheit in die eigenen Hände zu nehmen. Joan kündigt an, nach Rom abzureisen, fährt jedoch in Wahrheit nach Berlin, um sich Andreas’ Gattin Garda, eine Pressefotografin „vorzuknöpfen“ und ihr den Gatten abspenstig zu machen. Sie behauptet (nicht ganz wahrheitswidrig), in den vergangenen Monaten ein Verhältnis mit ihrem sich auskurierenden Mann gehabt zu haben.
Garda ist derzeit gerade damit beschäftigt, die Vorbereitungen für eine Urlaubsreise zu treffen, die sie mit dem demnächst heimkehrenden Ehemann antreten will. Es soll ans Mittelmeer gehen. Dafür hat die Fotografin in letzter Zeit wie verrückt geschuftet, auch um als derzeitige Alleinverdienerin beide Wohnungen halten zu können. Ursprünglich wollte sie gerade Andreas vom Bahnhof abholen, da taucht nun Joan auf und lässt durchblicken, dass Andreas eigentlich ihr Mann sei und sie ihn doch bitte gehen lassen solle. Geschockt aber kampfeswillig setzt sich Garda mit der aufdringlichen Amerikanerin zusammen und schickt stattdessen ihre beste Freundin Elisabeth Lindpeitner an den Bahnhof, um dort Andreas in Empfang zu nehmen und ihn heimzufahren. Garda ist mächtig sauer auf ihren scheinbar treulosen Gatten und nimmt sich vor, es ihm heimzuzahlen. Sie lädt Joan zu einem abendlichen Empfang bei Elisabeth anlässlich Andreas’ Heimkehr ein und plant, dort eine große Show abzuziehen.
Kaum ist Andreas heimgekehrt, beginnt Garda ihm einen Bären nach dem anderen aufzubinden. Sie schwindelt sich von Lüge zu Lüge (wie der Filmtitel bereits erahnen lässt) und behauptet, keinen Abend der vergangenen Monate allein geblieben zu sein. In eine ihrer diversen Männerbekanntschaften habe sie sich schließlich sogar verliebt, behauptet Garda. In Andreas kocht die Eifersucht hoch, doch so sehr er sich auch bemüht, Garda ist nicht bereit, ihm den Namen des Nebenbuhlers zu nennen. Auf Elisabeths Party taucht auch Joan auf, in Begleitung ihrer neuesten Eroberung Dr. Richard Algys. Bald kochen die Dinge hoch. Andreas spielt nun sein eigenes Spiel und entschwindet mit Joan kurzerhand in den abendlichen Garten. Dies wiederum ärgert Garda derart maßlos, dass sie sich nun den zurückgelassenen Dr. Algys an den Hals wirft. Zutiefst entsetzt muss Garda sehen, wie ihr Gatte und Joan sich küssen. Sie will sofort gehen, doch Algys, der sich durchaus eine Affäre mit Garda vorstellen kann, lässt sie nicht gehen und hält Garda fest. Dies sieht wiederum Andreas, der prompt glaubt, dass es sich bei Algys um den Neuen in Gardas Leben handeln müsse. Zornig geht er auf den prominenten Chirurgen zu und fordert ihn, wie in „guten alten Zeiten“, zum Duell.
Am nächsten Morgen packt die enttäuschte Garda ihre Reisekoffer. Da sie glaubt, ihren Mann an die amerikanische „Schlange“ Joan verloren zu haben, will sie allein ans Mittelmeer verreisen. Dr. Algys taucht auf und erzählt Garda von dem bevorstehenden Duell mit ihrem Andreas. Da trotz allem Garda Angst um ihren Noch-Ehemann hat, überredet sie ihren angeblichen Liebhaber dazu, sie auf der Reise in den Süden zu begleiten, um auf diese Weise das anstehende Duell zu verhindern. Der Arzt willigt gern ein, glaubt er doch irrigerweise, dass er deshalb mitkommen solle, weil Garda sich in ihn verliebt hätte. Beim Betreten des Schiffs stellt sich nun plötzlich die nachgereiste Joan den beiden in den Weg. Sie hat schnell die Lust an Andreas verloren und will ihren „Ricky“ Algys wieder zurück. Andreas hat die Szene aus einem Versteck beobachtet. Als Garda ihren Ehemann entdeckt, fällt sie ihm um den Hals, und beide treten gemeinsam ihre Mittelmeerreise an.

## Produktionsnotizen
Die Dreharbeiten zu Lauter Lügen begannen am 17. Oktober 1938 und wurden gegen Ende des darauf folgenden Monats abgeschlossen. Gedreht wurde in Innsbruck und Umgebung und im Oberen Inntal sowie rund um Potsdam und in Hagenbecks Tierpark in Hamburg. Der Film wurde am 23. Dezember 1938 in Hamburgs Schauburg am Hauptbahnhof uraufgeführt, die Berliner Premiere war am 14. Januar 1939 im Capitol. Der Film kostete lediglich 532.000 Reichsmark.
Produzent Hans Conradi übernahm auch die Herstellungs- und Produktionsleitung. Willi A. Herrmann entwarf die Filmbauten. Bruno Suckau sorgte für den Ton. Kurt Hoffmann war Regieassistent. Erich Ebermayer war ungenannt am Drehbuch beteiligt.
Die beiden Musiknummern hießen Lauter Lügen und Oui, Madame.
Rühmann und Feiler lernten sich bei den Dreharbeiten kennen und heirateten ein Jahr (am 1. Juli 1939) später. Für Hertha Feiler bedeutete dieser Film der Durchbruch zum Leinwandstar. Als die weitgehend Film-Unerfahrene am 4. Oktober 1938 den Vertrag für Lauter Lügen unterschrieb, wurde ihr eine Pauschalgage in Höhe von 2000 RM ausgezahlt.

## Wissenswertes
Der schwedische Schauspieler Rolf von Nauckhoff spielte hier in seiner ersten deutschen Filmproduktion. Für Regisseur Rühmann, zur Drehzeit 1938 mit der jüdischen Ex-Schauspielerin Maria Bernheim verheiratet, sollte Nauckhoff  privat bald von großem Nutzen sein. Nur wenige Monate später machte Rühmann dem neutralen Schweden ein lukratives Angebot: Der solle nach Rühmanns Scheidung von Maria, zu der Propagandaminister Joseph Goebbels den Filmstar nachdrücklich gedrängt hatte, die nunmehr schutzlose deutsche Jüdin heiraten und sie, wenn nötig, ins sichere Schweden bringen. Für diesen Freundschaftsdienst schenkte Rühmann dem jungen Kollegen als Dank einen Sportwagen.

## Kritiken
Boguslaw Drewniak nannte den Film eine „nett gespielte, belustigende Komödie“ und resümierte: „Der Stoff, das gute Spiel, das gelungene Regie-Debüt Heinz Rühmanns und die auf moderne Tanzrhythmen gestimmte Musik von Michael Jary gaben dem Film unterhaltsame Werte“.

„Mäßig unterhaltsame Ehe- und Verwechslungskomödie mit gängiger Situationskomik.“